# جولسوم جوليتشيوز
جولسوم جوليتشيوز (بالتركية: Gülsüm Güleçyüz) مواليد 16 نوفمبر 1993 في جوروم، تركيا، هي لاعبة كرة يد تركية تلعب كظهير أيمن. تلعب في الدوري التركي لكرة اليد للسيدات. مثلت منتخب تركيا لكرة اليد للسيدات.

## الإنجازات
- الدوري التركي :
  -     - الفوز (2): 2012–13, 2013–14.

  - الوصافة (1): 2014–15.

## روابط خارجية
- جولسوم جوليتشيوز على موقع الاتحاد الأوروبي لكرة اليد (الإنجليزية)